# Аутокоиды
Аутокоиды (аутакоиды, от греч. αὐτο- приставка обозначающая: природное свойство, естественность, точность и ἄκος — средство для достижения, лекарство, целебное средство) — биологические сигнальные молекулы локального действия. В отличие от гормонов, обладающих общесистемным действием в организме, аутокоиды вырабатываются в пределах ограниченной области (группы клеток, органа или ткани), действуют локально и быстро разрушаются, вследствие чего они не успевают распространиться по всему организму. Разделение на гормоны, аутокоиды и нейромедиаторы (действующие в пределах синапса) является условным, так как одни и те же вещества, например, норадреналин, могут выступать в любой из трёх ролей в различных ситуациях.
Как вещества локального действия, аутокоиды участвуют в паракринной передаче сигналов.
К наиболее известным аутокоидам относятся эйкозаноиды, ангиотензин, нейротензин, оксид азота(II), кинины, гистамин и другие.